# Ambasada RP w Rabacie
Ambasada Rzeczypospolitej Polskiej w Rabacie (fr. Ambassade de la République Pologne à Rabat, arab. سفارة جمهورية بولندا في الرباط) – polska misja dyplomatyczna w stolicy Królestwa Marokańskiego.
Ambasador RP w Rabacie oprócz Królestwa Marokańskiego akredytowany jest również w Islamskiej Republice Mauretańskiej.

## Struktura placówki
- Referat Polityczno-Ekonomiczny
- Referat Konsularny i Polonii
- Referat Administracyjno-Finansowy

## Historia
Polska nawiązała stosunki dyplomatyczne z Marokiem w lipcu 1959, a z Mauretanią w 1965.

## Konsulaty honorowe RP
Konsulaty honorowe RP na terenie działalności ambasady:
- Maroko:
  - Agadir
  - Casablanca
- Mauretania:
  - Nawakszut